# Slatina (Klatovyi járás)
Slatina település Csehországban, a Klatovyi járásban. Slatina Velký Bor, Kadov, Čečelovice, Hradiště, Svéradice és Chanovice településekkel határos. Lakosainak száma 99 fő (2024. január 1.).

## Népesség
A település lakosságának változását az alábbi diagram mutatja:
| Lakosok száma | 443  | 369  | 291  | 184  | 153  | 119  | 104  | 107  | 105  | 99   |
|               | 1869 | 1890 | 1921 | 1950 | 1980 | 2001 | 2017 | 2019 | 2022 | 2024 |